# Konstantin Müller (Politiker)
Konstantin Müller (* 15. Juli 1919 in München; † 28. Oktober 2008) war ein deutscher Versicherungskaufmann und Gewerkschaftsfunktionär. Von 1977 bis 1983 gehörte er dem Bayerischen Senat an.
Nach dem Besuch der Volks- und Handelsschule legte Müller die Kaufmannsgehilfenprüfung zum Versicherungskaufmann ab und war zunächst als Versicherungsangestellter, nach der Teilnahme am Zweiten Weltkrieg als Versicherungskaufmann tätig. 1948 wurde er Gewerkschaftssekretär im Angestelltenverband Bayern des Bayerischen Gewerkschaftsbundes, zwei Jahre später Geschäftsführer des Bezirks München der Deutschen Angestellten-Gewerkschaft. 1961 wurde er Bezirksleiter der DAG Oberbayern, von 1966 an leitete er dort die Landesberufsgruppe Öffentlicher Dienst, danach war er von 1975 bis 1983 Landesverbandsleiter der DAG Bayern und gehörte dem Beirat der DAG an. Ferner war er als 1956 Arbeits-, Sozial- und Landesarbeitsrichter tätig, saß im Verwaltungsausschuss der Landesarbeitsämter Süd- und Nordbayern und war Vorsitzender des Haushaltsausschusses der LAA Südbayern sowie Mitglied des Personalausschusses der LAA in Süd- und Nordbayern.